# 第12太陽週期

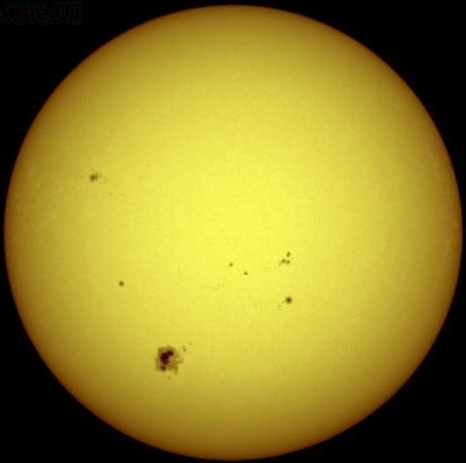
太陽和一些可見的黑子。

第12太陽週期是從1755年開始紀錄太陽黑子以來的第12個太陽週期，這個週期開始於1878年12月，結束於1890年3月，持續了11.3年。最大平滑黑子數(超過12個月期間的黑子月平均數值)為74.6，最小的數值為5，在這個週期內總共約有736天沒有黑子